# 18469 Hakodate
18469 Hakodate è un asteroide della fascia principale. Scoperto nel 1995, presenta un'orbita caratterizzata da un semiasse maggiore pari a 2,9329763 UA e da un'eccentricità di 0,0515982, inclinata di 2,40477° rispetto all'eclittica.